# Zlatica (Podgorica)

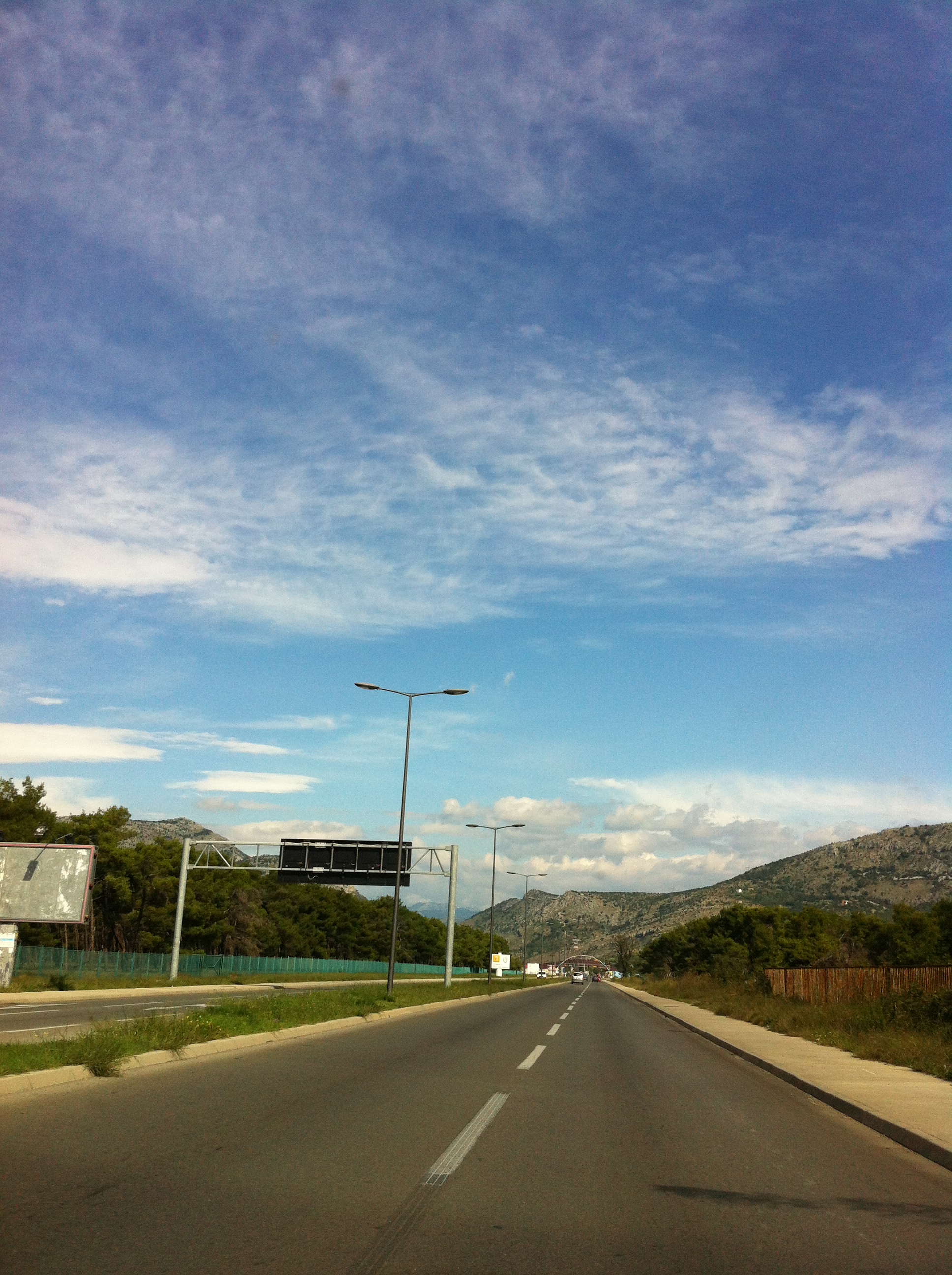
Hlavní silnice.

Zlatica (v cyrilici Златица) je lokalita/místní část v hlavním městě Černé Hory, Podgorici. Leží na severovýchodním okraji města, obklopuje hlavní silnici, která směřuje z Podgorici směrem ke Kolašinu a dále do Srbska (Bulevar Vilija Branta). Lokalitu vymezuje ulice Nikoly Tesly z jižní strany, trať Bělehrad–Bar ze strany západní a ulice Orjenska z východu. 
Místní část je oblíbená díky parku (Zlatička šuma – Zlatický les). Svůj název má podle klášteru Zlatica, který se v blízkosti nachází.
Zástavbu zde tvoří především nízké rodinné domy a kromě toho se zde nachází i velká část restaurací a dalších obchodů okolo hlavní silnice. Na severním okraji Zlatice začíná dálnice A1 směrem na sever země. Zlatica má jen jedinou základní školu. Stojí zde také poliklinika (srbsky dom zdravlja).
Městskou dopravu se zbytkem Podgorici zde zajišťují autobusy. Železniční trať není k tomuto účelu využívána a zastávka se zde nenachází.